# Комитет јавне безбедности
Комитет јавне безбедности (фр. Comité de sûreté générale) је био француски комитет током владавине монтањарског Конвента који је надгледао све у вези са полицијом и револуционарним правосуђем. Био је задужен за примену Закона о сумњивцима. Представљао је "министарство терора". 

## Историја
Комитет јавне безбедности успоставио је Национални конвент октобра 1792. године, неколико месеци након стварања Комитета јавног спаса. Циљ је био заштитити Прву француску републику од унутрашњих непријатеља. Комитет јавне безбедности настао је од Истражног комитета (Comité des recherches) и Надзорног комитета (Comité de Surveillance). Комитет је био задужен за проверу пасоша чиме је имао сазнања о томе ко улази у Француску и где иде. Такође, Комитет је одлучивао ко ће се слати пред Револуционарни суд. Доносио је одлуку о кривици или невиности оптуженог. Током постојања Комитета, велики број људи послат је на гиљотину. Комитет је 29. марта 1794. године наредио да се двадесет четири бивша члана парламената у Паризу и Тулузу пошаљу на Трибунал, где су потом погубљени. Убрзо након тога, још двадесет осам људи који су били део Фармерс-Генерала, испитан је од стране комитета и послат Трибуналу на суђење. Након суђења мушкарци су проглашени кривима и погубљени. 
Дантонов предлог од 13. септембра 1793. године означио је прекретницу у саставу комитета: од тада је његове чланове директно именовао Комитет јавне безбедности и није их било више од дванаест. Уредбом од 19. октобра 1793. године стајало је да одбор заседа сваког дана од осам до једанаест сати увече, а касније ако су околности то захтевале. Закон 14 Фримера (4. децембар 1793 године), изгласан на основу извештаја Жан Николас Биљо-Варена, вратио је одређени степен једнакости између два одбора. Дана 16. априла 1794. године Комитет јавне безбедности добио је овлашћење да претресе и приведе оптужене пред Револуционарни суд, на исти начин као и Комитет опште безбедности. Комитет опште безбедности и Комитет јавне безбедности радили су један са другим. Њихове одговорности су се преклапале што је изазвало тензије између две групе. Закон од 22 преријске (10. јун 1794. године) продубио је ово ривалство јер је омогућио два комитета да пошаљу оптужене директно пред Револуционарни суд. Закон је представљен јавности без консултација Комитета опште безбедности, што је заузврат удвостручило број погубљења које је дозволио Комитет јавне безбедности. Два комитета су се састала 22. и 23. јула на пленарној седници. Саинт-Јуст је у преговорима са Барером изјавио да је спреман да учини уступке у погледу подређеног положаја Комитета опште безбедности. Кутон се сложио са већом сарадњом између два одбора. За Робеспјера, Комитет опште безбедности морао је да остане подређен Комитету за јавну безбедност. Оба комитета су била одговорна за сузбијање контрареволуције, али су понекад завршила на мети један другог.
Убрзо долази до сукоба Комитета јавне безбедности са Комитетом јавног спаса због преклапања овлашћења. Тензија је расла и допринела је паду Робеспјера. Двојица чланова Комитета јавне безбедности, Жан Пјер Амар и Марко Алексис Вадјер, учествовали су у Термидорској реакцији којом су јакобинци збачени са власти. Комитет јавне безбедности распуштен је заједно са Националним конвентом, октобра 1795. године. 

## Истакнути чланови
Комитет опште безбедности имао је значајан број чланова у својој трогодишњој историји почев од 2. октобра 1792. до 4. новембра 1795. године. Међутим, на почетку владавине терора имао је само дванаест чланова. 
- Жан Пол Мара
- Марк-Гуиламе Алексис Вадиер
- Жак-Луј Давид
- Жан-Пјер Андре Амар
- Филип-Франсоа-Жозеф ле Бас
- Жан-Хенри Воуланд
- Пјер Жозеф Духем
- Ели Лакост
- Жозеф-Николас Барбау ду Баран